# Наумов (Белокалитвинский район)
Наумов — хутор в Белокалитвинском районе Ростовской области.
Входит в состав Краснодонецкого сельского поселения.

## География
На хуторе имеются две улицы: Веселая и Лесная.

## Население
| 1989 | 2002 | 2010 |
| ---- | ---- | ---- |
| 74   | ↗77  | ↗78  |